# U-Bahnhof Olympia-Stadion

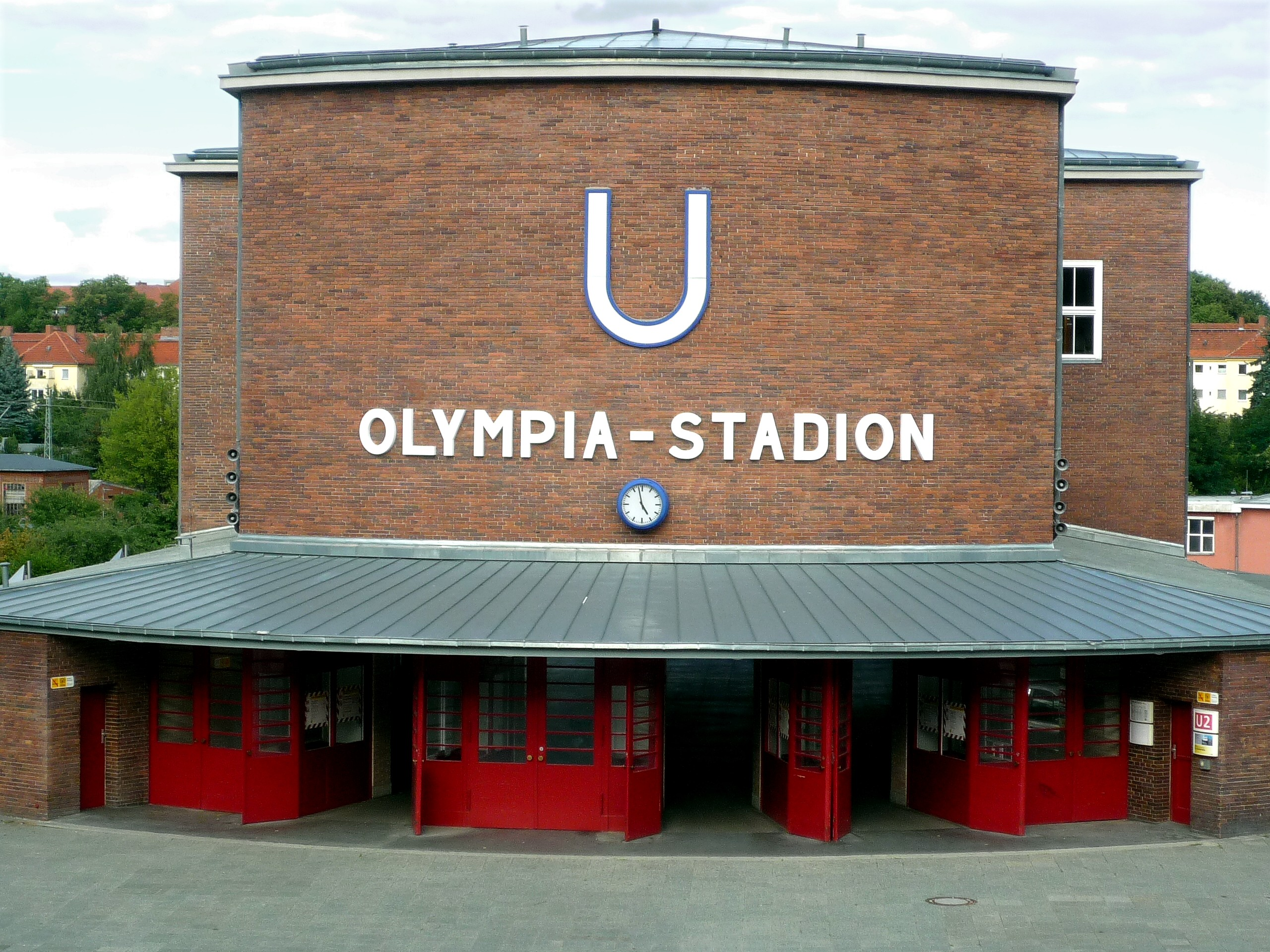
Von Alfred Grenander entworfenes Eingangsgebäude des U-Bahnhofs Olympia-Stadion

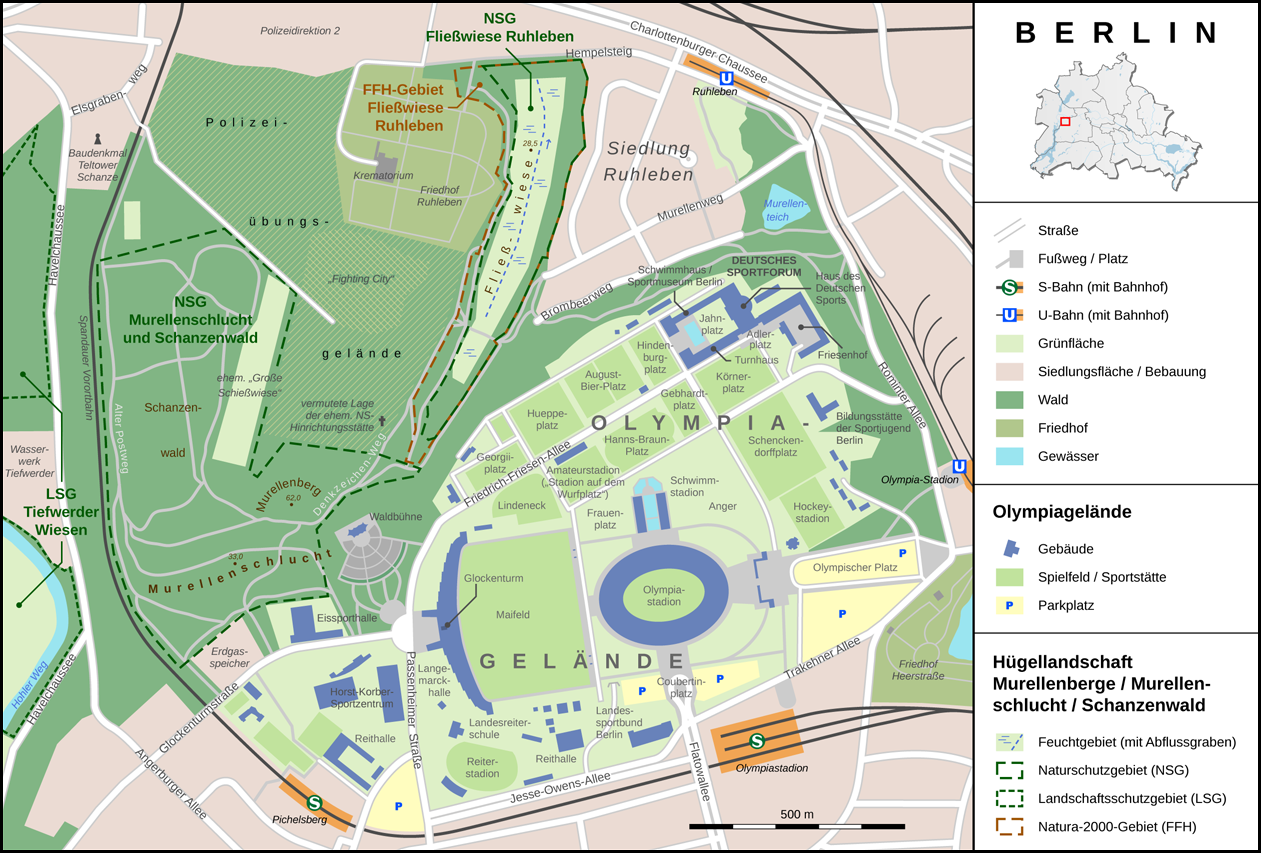
Lage des U-Bahnhofs am Ostrand des Berliner Olympiageländes

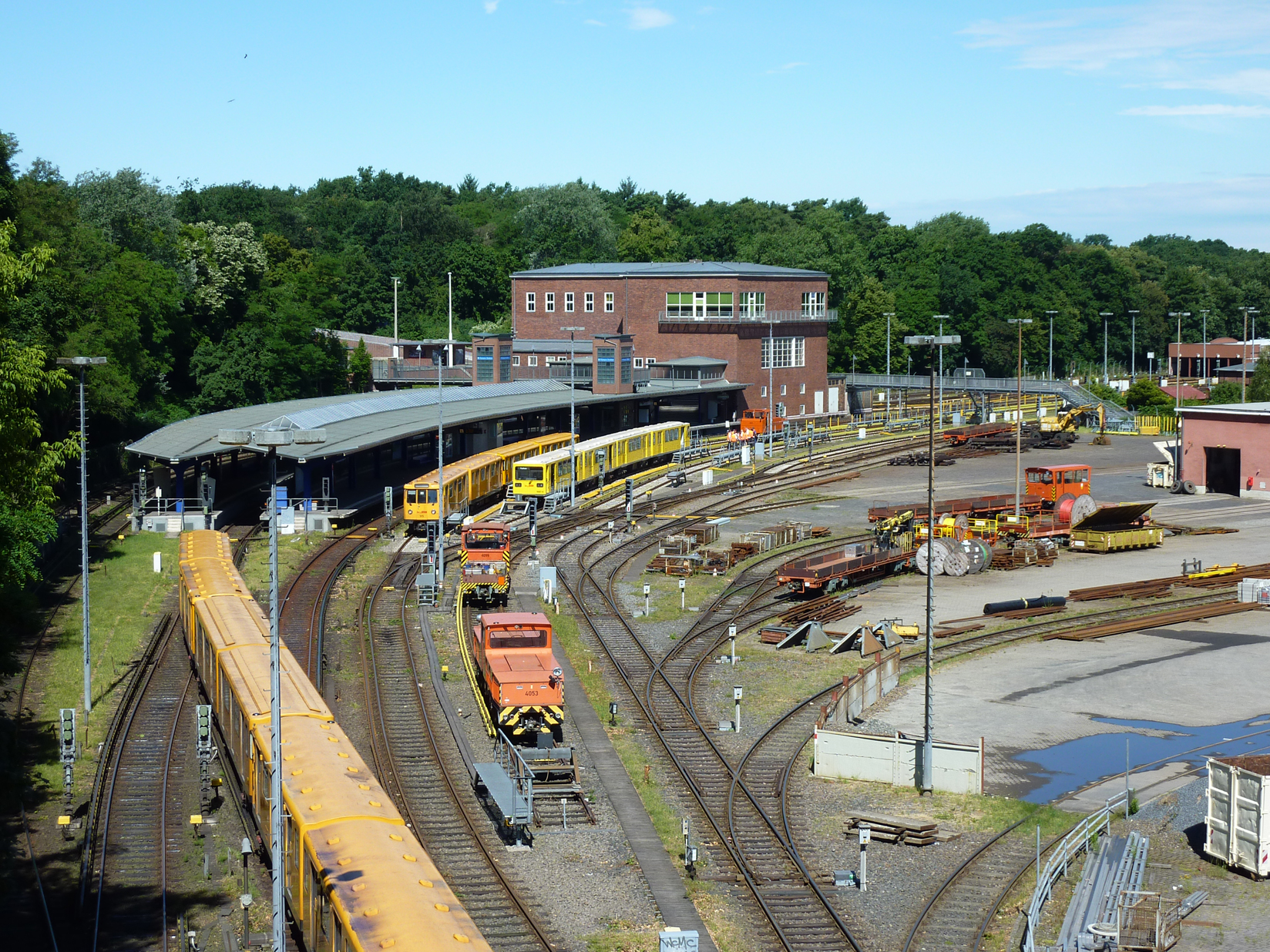
U-Bahnhof Olympia-Stadion mit einem Teil des Betriebsgeländes

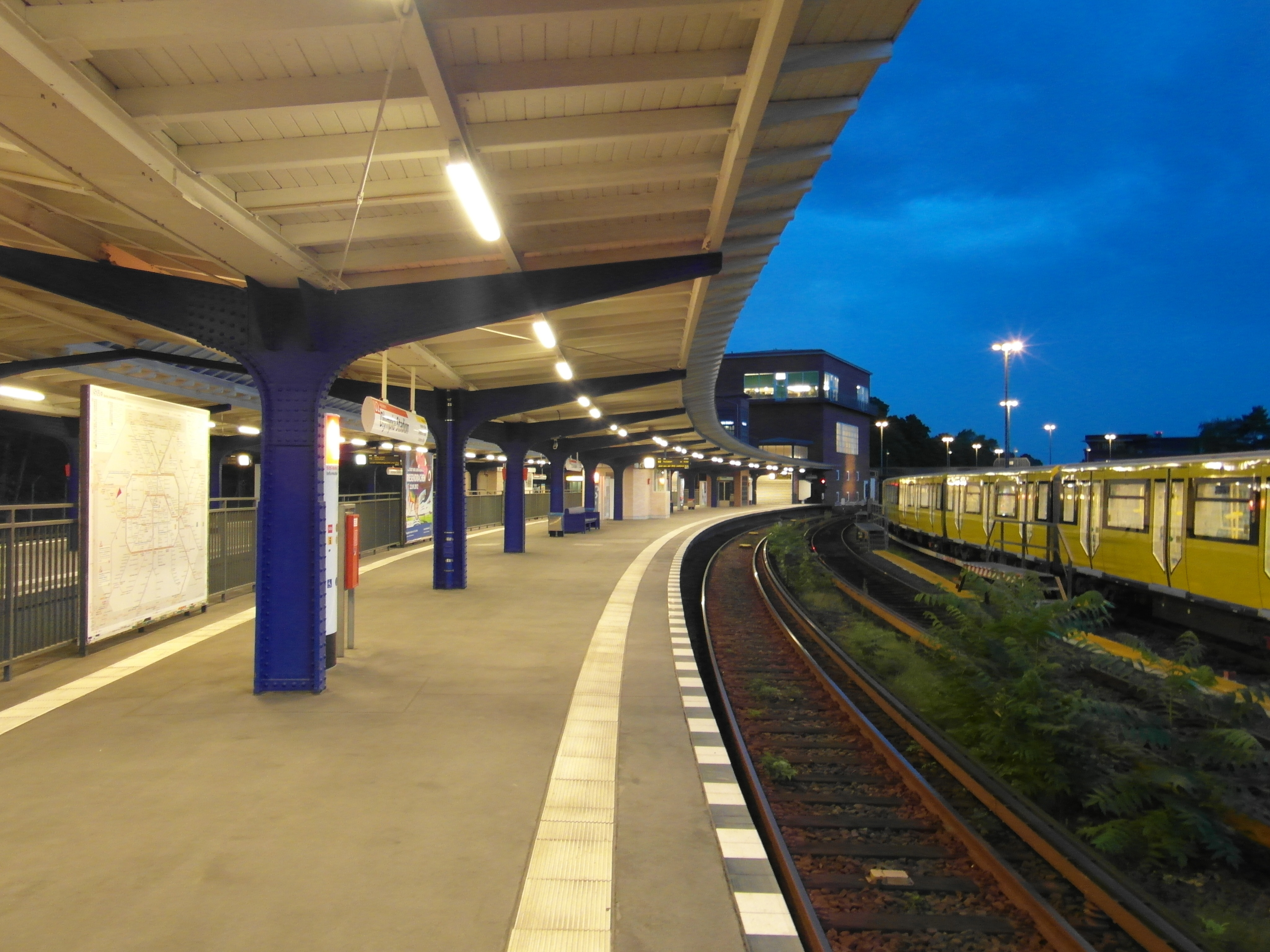
U-Bahnhof Olympia-Stadion

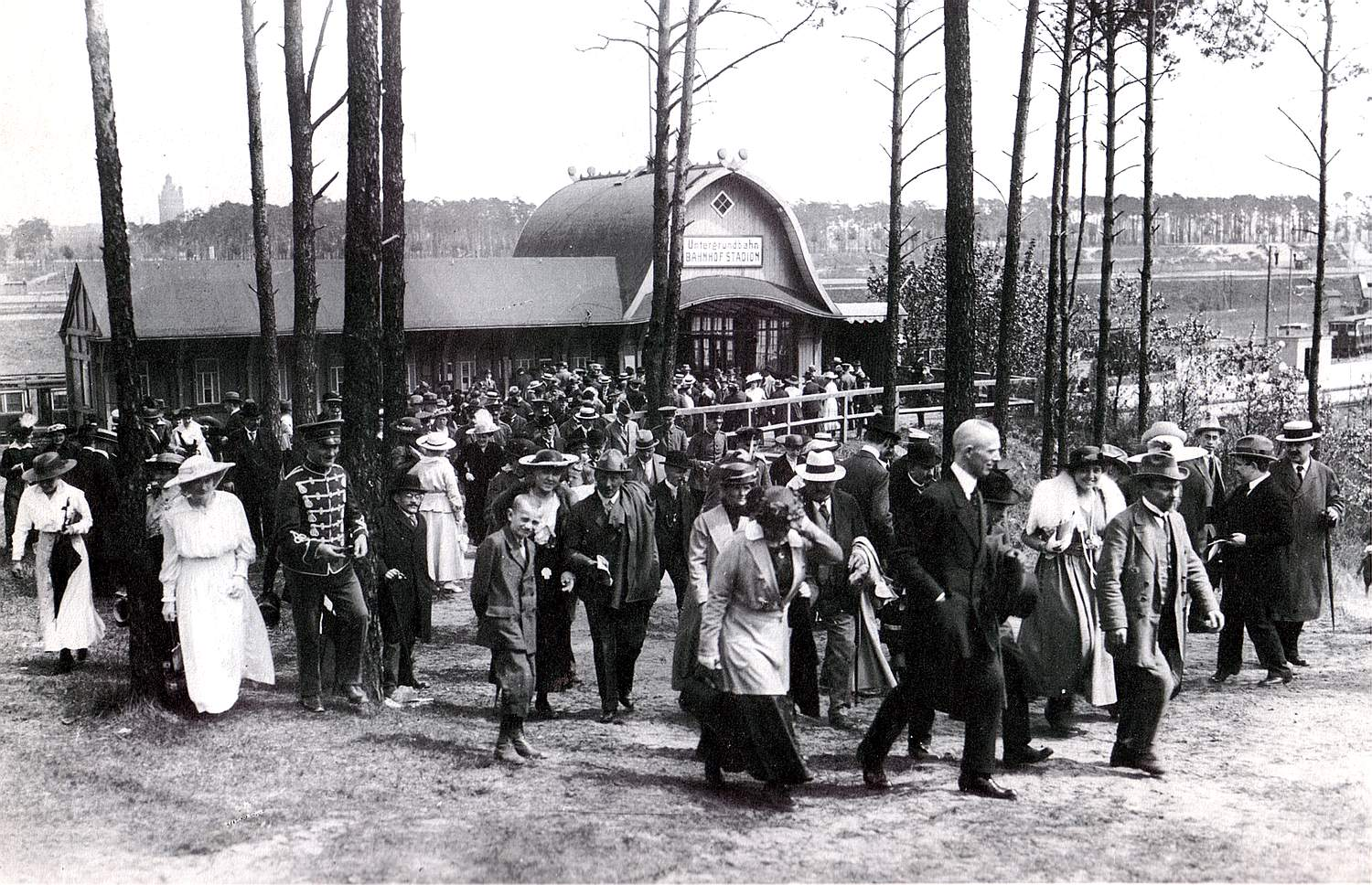
Erstes Stadium des Bahnhofs Stadion: Sepp Kaiser entwarf einen profanen Holzbau

Der U-Bahnhof Olympia-Stadion ist eine Station der Linie U2 der Berliner U-Bahn. Er liegt im Ortsteil Westend von Berlin und beherbergt auch das U-Bahn-Museum; in seiner Nähe befindet sich die Betriebswerkstatt Grunewald.

## Geschichte
Auf dem U-Bahnhof Olympia-Stadion konnten am 8. Juni 1913 unter dem damaligen Namen Stadion erstmals Fahrgäste begrüßt werden, da an diesem Tag Kaiser Wilhelm II. das in der Nähe gelegene Deutsche Stadion eröffnete. Die Hochbahngesellschaft, die damals die Hoch- und Untergrundlinien in Berlin betrieb, bediente den Bahnhof in den nächsten Monaten jedoch nur unregelmäßig. Nur zu Sonderveranstaltungen wie Pferderennen fuhren die Züge über den Reichskanzlerplatz hinaus. Die Station selbst bestand aus einem einfachen Mittelbahnsteig mit zwei Gleisen sowie einem kleinen, hölzernen Eingangsgebäude, entworfen vom Schweizer Architekten Sepp Kaiser.
Den ersten regelmäßigen Betrieb gab es ab 1922, als der Bahnhof Neu-Westend zwischen den Stationen Stadion und Reichskanzlerplatz eröffnet wurde. Er war bereits 1913 konstruktionstechnisch vorbereitet worden, die dünne Besiedlung rechtfertigte noch nicht den Ausbau. Sieben Jahre später war Berlin Bewerberstadt für die Olympischen Spiele 1936, sodass daraufhin Alfred Grenander beauftragt wurde, den Bahnhof neu zu konzeptionieren. Er entwarf ein komplett neues Eingangsgebäude, das mit roten Klinkern versehen war. Dieses wiederum steht im rechten Winkel zu den Gleisen, für die die BVG wiederum zwei Bahnsteige errichten ließ. Gleichzeitig nahm auch ein großes, damals noch handbetriebenes Stellwerk seinen Betrieb auf, mit dem insgesamt 109 Weichen und 99 Signale bedient wurden. Das Stellwerk galt damals mit seinen 616 möglichen einzustellenden Fahrwegen als das größte elektromechanische Stellwerk seiner Bauart in ganz Europa.
Seit dem 22. Dezember 1929 war der Bahnhof auch nicht mehr Endstation, diese übernahm nun der 1200 Meter entfernte Bahnhof Ruhleben. Die Station Stadion erhielt im Vorfeld der Olympischen Spiele den Namen Reichssportfeld. Während dieser Olympischen Spiele bewältigte die U-Bahn-Linie A gemeinsam mit der S-Bahn den Verkehr unter anderem zum Olympiastadion. Im drei Jahre später beginnenden Zweiten Weltkrieg traten erhebliche Zerstörungen auf, auch der Bahnhof Reichssportfeld war davon betroffen. Am 15. Februar 1944 traf eine Luftmine das Eingangsgebäude und richtete erheblichen Schaden an. Dennoch gehörte der Abschnitt der U-Bahn-Linie A in Richtung Ruhleben zu den bis zuletzt relativ intakten U-Bahn-Strecken. Der Betrieb wurde spätestens am 25. April 1945 eingestellt.
Schon bald nach dem Krieg konnten wieder die ersten Züge fahren, auf dem betreffenden Abschnitt Ruhleben – Kaiserdamm fuhren bereits seit dem 17. Mai wieder Züge im Pendelverkehr. Dieser konnte in den nächsten Wochen und Monaten immer weiter ausgedehnt werden, sodass ab dem 15. September 1946 wieder ein durchgängiger Betrieb ohne Umsteigen zwischen Pankow und Ruhleben möglich war. Nach der Gründung der Bundesrepublik im Jahr 1949 erhielt der Bahnhof am 26. Juni 1950 den neuen Namen Olympia-Stadion.

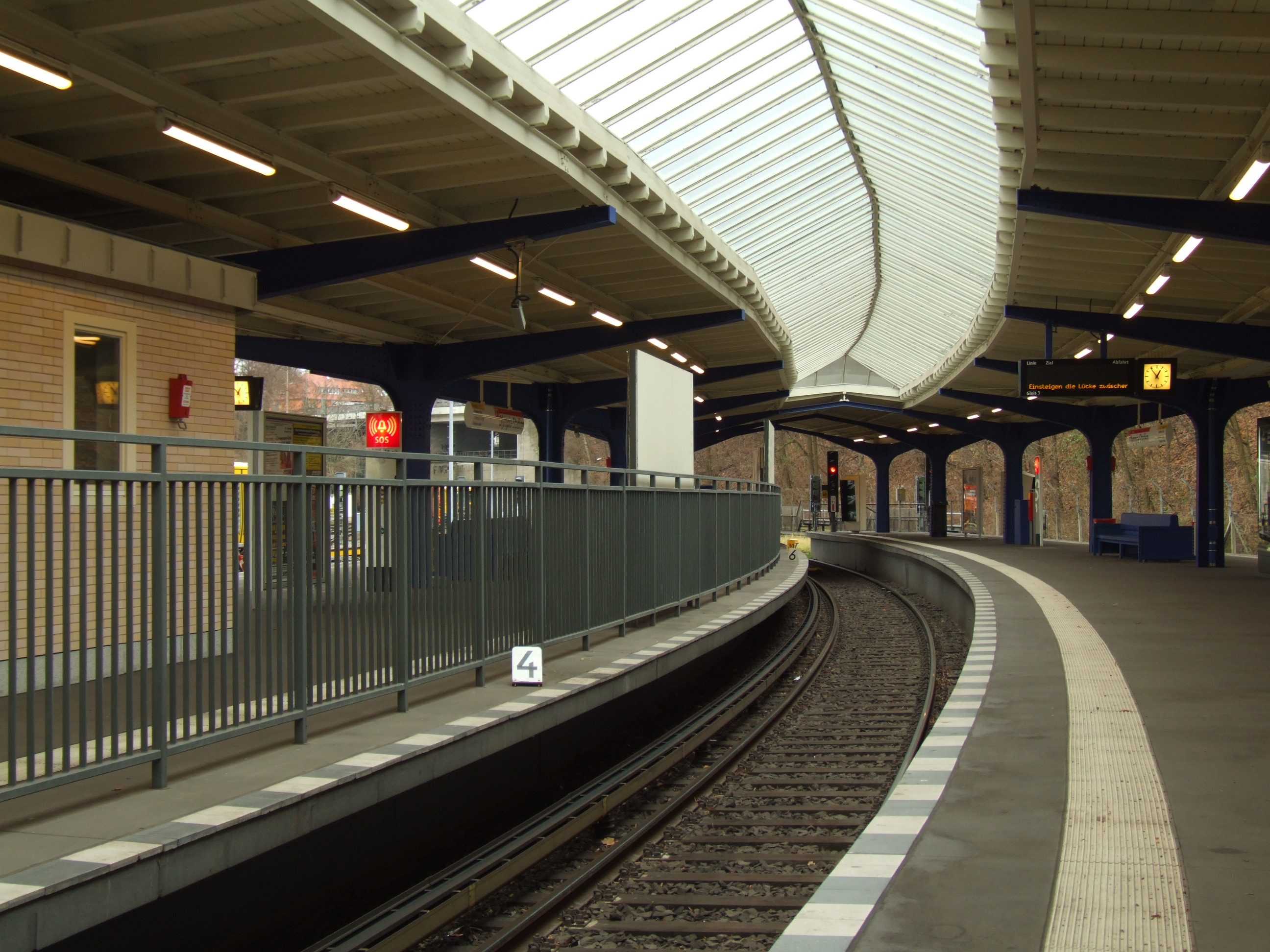
Während einer Grundsanierung in den Jahren 2005/2006 erhielt der Bahnhof unter anderem eine neue Bahnsteigdecke sowie Blindenleitstreifen

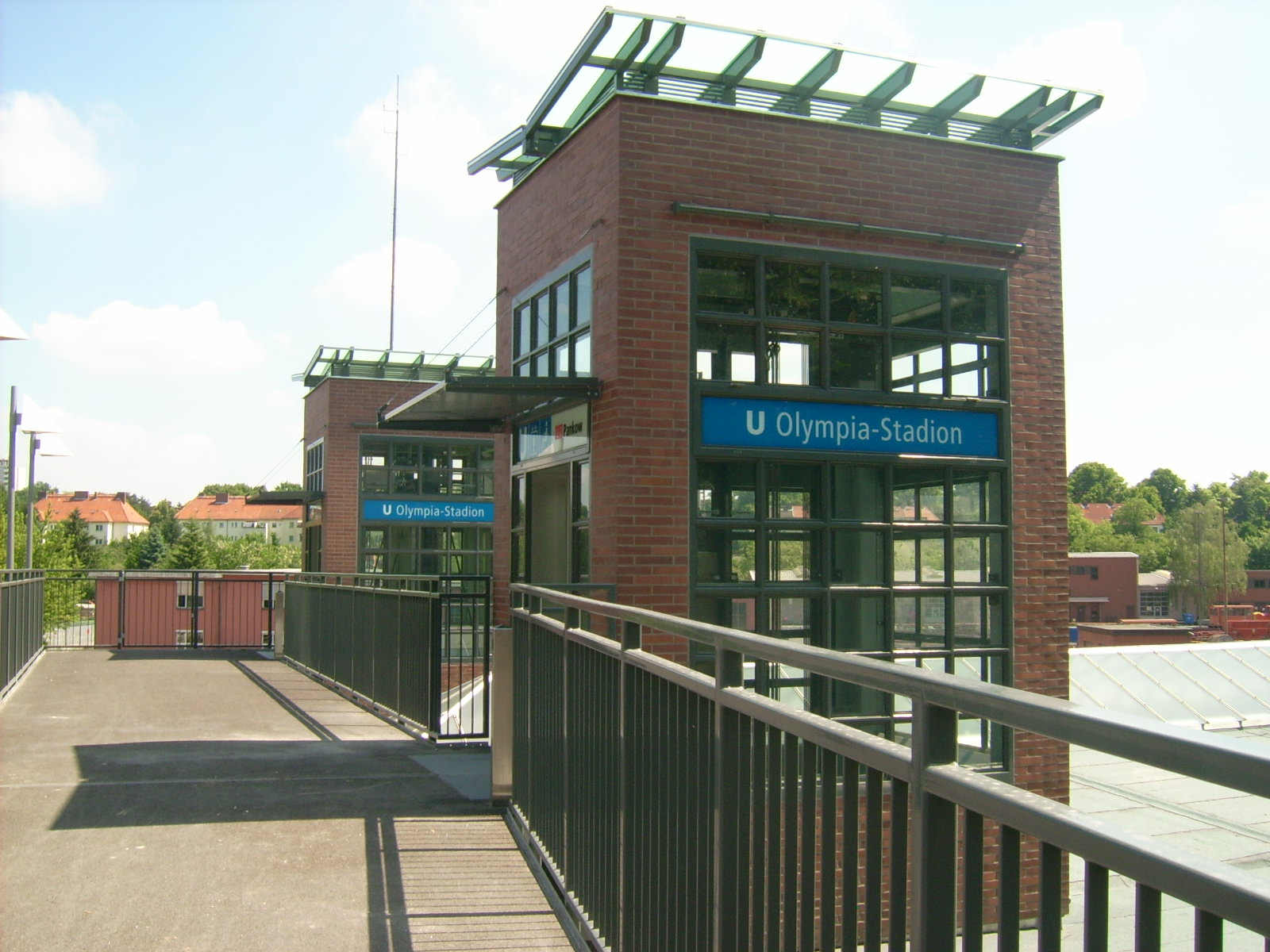
Zwei Aufzüge, die gestalterisch an die Bahnhofsarchitektur angepasst wurden, ergänzen seit 2006 den U-Bahnhof

Ab November 1956 fuhren hier keine Züge mehr direkt nach Pankow, da die Linie AI bis zum heutigen Theodor-Heuss-Platz gekürzt und eine neue als ABI bezeichnete Linie installiert wurde, die bereits ab Mai 1957 Linie BI hieß. Diese wechselte hinter dem U-Bahnhof Wittenbergplatz auf die Entlastungsstrecke Richtung Warschauer Brücke. Aufgrund des Mauerbaus 1961 endete sie in Kreuzberg am Bahnhof Schlesisches Tor. Ab 1966 wurde diese zur bekannten „Linie 1“; 1984 zur „Linie U1“. Dieser Linienverlauf wurde ab 1993 als ‚Linie U12‘ bezeichnet.
Seit 1993 fährt auch von hier wieder die Linie U2 in Richtung Pankow. Ein Jahr zuvor erhielt der Bahnhof kurzzeitig den Namen Olympia-Stadion (Ost). Dies währte nur vom 31. Mai 1992 bis zum 31. Mai 1999, seitdem heißt der Bahnhof wieder Olympia-Stadion. Der einzige Unterschied zum mehr als 500 Meter weit entfernten gleichnamigen S-Bahnhof ist der Bindestrich zwischen den Wörtern, der S-Bahnhof heißt Olympiastadion.
In Vorbereitung auf die Fußball-Weltmeisterschaft 2006 investierte die BVG gemeinsam mit Bund und Land insgesamt 4,47 Millionen Euro in die Sanierung des U-Bahnhofs, der als einer der beiden Stadionbahnhöfe ein Teil der Fußballbegeisterten als Anlaufpunkt diente. Er gehörte gemeinsam mit der U-Bahn-Linie U2 ins Verkehrskonzept der Fußball-WM, zur Spielzeit fuhren die Züge im durchgehenden 2- bis 3 1⁄2-Minutentakt. Die denkmalgerechte Sanierung des Bahnhofs, die aufgrund eines strengen Winters 20 Monate dauerte, beinhaltete unter anderem die Auffrischung des Eingangsgebäudes und die Ausstattung mit Blindenleitsystem. Weiterhin erhielt der Bahnhof zwei Aufzüge für die Barrierefreiheit, die durch eine Brücke mit dem Rossiter Platz, dem Vorplatz des Bahnhofs, verbunden sind. Außerdem ließ die BVG auf Wunsch des im Olympiastadion sportlich beheimateten Fußballclubs Hertha BSC die Stützen in der Vereinsfarbe blau streichen.
Ebenfalls am Bahnhof Olympia-Stadion befindet sich die Betriebswerkstatt Grunewald der Kleinprofilstrecken der Berliner U-Bahn.
Seit 1983 ist das dortige Handhebelstellwerk außer Betrieb und wurde im Auftrag der BVG durch ein Spurplanstellwerk ersetzt. Durch das Engagement einzelner Mitarbeiter der Verkehrsbetriebe konnte das eigentlich zum Abriss bestimmte Gebäude erhalten und ein kleines, bis dahin nicht vorhandenes U-Bahn-Museum errichtet werden. Ein Großteil des Stellwerks kann heute noch von den Museumsgästen besichtigt werden. Außerdem besitzt das Museum zahlreiche kleine Ausstellungsstücke wie Fahrzielanzeiger, alte Fotografien oder Netzpläne.

## Anbindung
| Linie | Verlauf |
| ----- | --- |
|       | Pankow – Vinetastraße – Schönhauser Allee – Eberswalder Straße – Senefelderplatz – Rosa-Luxemburg-Platz – Alexanderplatz – Klosterstraße – Märkisches Museum – Spittelmarkt – Hausvogteiplatz – Stadtmitte – Mohrenstraße – Potsdamer Platz – Mendelssohn-Bartholdy-Park – Gleisdreieck – Bülowstraße – Nollendorfplatz – Wittenbergplatz – Zoologischer Garten – Ernst-Reuter-Platz – Deutsche Oper – Bismarckstraße – Sophie-Charlotte-Platz – Kaiserdamm – Theodor-Heuss-Platz – Neu-Westend – Olympia-Stadion – Ruhleben |

Der U-Bahnhof dient vorrangig der Anbindung des Olympiastadions an den Berliner Nahverkehr. Eine direkte Umsteigemöglichkeit von der Linie U2 zu anderen öffentlichen Verkehrsmitteln besteht nicht.